# 甘比亞國家奧林匹克委員會
岡比亞國家奧林匹克委員會（Gambia National Olympic Committee）是岡比亞的國家奧林匹克委員會。該組織成立於1972年，是國際奧委會和非洲國家奧林匹克委員會聯合會的成員。1984年，首次派員參加在美國洛杉磯舉辦的夏季奧運會。
現時，岡比亞國家奧林匹克委員會的總部設在該國西部城鎮巴考，主席是Alhaji Dodou J. Joof。 

## 資料來源
1. ↑  .   [2014-04-11]. （原始内容存档于2016-06-24）.